# Lijst van spelers van TOP Oss
Dit is een lijst van voetballers die minimaal één officiële wedstrijd hebben gespeeld in het eerste elftal van de Nederlandse betaaldvoetbalclub TOP Oss, TOP of FC Oss.

## A
- Nicolas Abdat
- Fisayo Adarabioyo
- Norbert Alblas
- Arthur Allemeersch
- Berry Arends
- Richard Arends
- Hennos Asmelash
- Mateo Aramburú
- Viktor Arnarsson
- Eric Atuahene

## B
- Rein Baart
- Soeris Baidjoe
- Istvan Bakx
- Jordi Balk
- Björn Becker
- Thomas Beekman
- Roy Beers
- Ton Berens
- Dennis van den Berg
- Houssin Bezzai
- Christopher Bieber
- Jean-Pascal Biezen
- Koen van der Biezen
- Jean Black
- Robertino Blagrove
- Tom Boere
- Paldy Bokila
- Jordy ter Borgh
- Steve Van Der Borght
- Richmond Bossman
- Jules Van Bost
- Dries Bouazzaoui
- Brahim Bouhadan
- William Bouman
- Jason Bourdouxhe
- Dylan de Braal
- Jordi Braam
- Edwin van Brakel
- Marcel van Brakel
- Joshua Brard
- Jordie Briels
- Jesper Brocks
- Sjors de Bruijn
- Michael Brunswijk
- Guido Budziak
- Samet Bulut
- Floris Burgers
- Fabio Burgio
- Mark Burke
- Udo Busby
- Giovanni Büttner
- Harry Buur
- Stephen Buyl

## C
- Rodney Cairo
- Joris van der Cammen
- Selim Can Sönmez
- Cihat Çelik
- Fiorenzo Chatrer
- Aschwin Christina
- Kenneth Cicilia
- Jonas Clein
- Seku Conneh
- Mettin Copier
- Tim Cornelisse
- Yuri Cornelisse
- Thomas Cox
- Martin Cruijff

## D
- Leon van Dalen
- Stefan van Dam
- Grad Damen
- Trevor David
- Jordy Deckers
- Maxim Deckers
- Wesley Deenen
- Bas van Deinsen
- Rick Dekker
- Teije ten Den
- Harold Derix
- Gijs Diebels
- Hubert Dijk
- Ryan van Dijk
- Henk Dijkhuizen
- Marinus Dijkhuizen
- Meindert Dijkstra
- Dimitri Djollo
- Hüseyin Doğan
- Emiel Dorst
- Konstantinos Doumtsios
- Bas Dreef
- Jay Driessen
- Chris van den Dungen
- Ruud van den Dungen
- Theo van den Dungen
- Harold Duijs

## E
- Joost Ebergen
- Gert Eenkhoorn
- Joshua Eijgenraam
- Irvingly van Eijma
- Roshon van Eijma
- Frank van Eijs
- Khalid Salim El Abed
- Nassir El Aissati
- Zakaria El Allali
- Casper van Elsäcker
- Yvo van Engelen
- Mert Erkan
- Rob van Erp
- Marcelencio Esajas
- Dave Eveleens
- Mike Eveleens
- Luca Everink

## F
- Karim Fachtali
- Jorzolino Falkenstein
- Reginald Faria
- Andy Ferdinandus
- Maickel Ferrier
- Niels Fleuren
- Robin Fokke
- Alvin Fortes
- Alfons Fosu-Mensah

## G
- Geoffrey Galatà
- Martijn van Galen
- John van Geenen
- Bo Geens
- Jochem Gerrits
- Guus Gertsen
- François Gesthuizen
- Thijs Geurts
- Jurgen van de Goor
- Maarten van de Goor
- Mees Gootjes
- Ferhat Görgülü
- Bas Gösgens
- Gradje van de Graaf
- Guillermo Graaven
- Garry De Graef
- Danzell Gravenberch
- Tony de Groot
- Dammyano Grootfaam
- Mats Grotenbreg
- Bas van Grunsven
- Dean Guezen
- Danny Guijt
- Ömer Gündüz
- Emrullah Güvenç
- Serdal Güvenç

## H
- Winston Haatrecht
- Richard Haklander
- Toon van Haren
- Marc Harlaux
- Mike Havekotte
- Ron Heesakkers
- Dirk Heesen
- Dennis van der Heijden
- Richard van der Heijden
- Glenn Helder
- Nick Hengelman
- Ethmond Henríquez
- Neil Henry
- Giovanni Henskens
- Wouter van den Herik
- Max van Herk
- Enrico Hernández
- Stephan Hesemans
- Danny Hesp
- Milan Hilderink
- Mauresmo Hinoke
- Arnold van Hintum
- Bart van Hintum
- Bradly van Hoeven
- Tim Hölscher
- Jeffrey Hoogenbosch
- Werner Hopstaken
- Kevin Huijsman
- Luuk Hultermans
- Jermaine Hunte
- Lars Hutten
- Dennis Hettinga

## I
- Dennis Iliohan
- Milad Intezar

## J
- Regilio Jacobs
- Ringo Jacobs
- Jochem Jansen
- Stefan Jansen
- Thijs Jansen
- Dennis Janssen
- Joris Janssen
- Shalimar Jones
- Marco de Jong
- Ruben Jordan
- Killien Jungen

## K
- Lion Kaak
- Abraham Kabana Sita
- Lion Kalentjev
- Fatih Kamaçi
- Michael Kandhai
- Zdenko Kaprálik
- William Kas
- Charles Kazlauskas
- Cees Keizer
- Joep Kemkens
- Yukio Kempees
- Jeffrey Ket
- Frenk Keukens
- Perry Keurentjes
- Tim Keurntjes
- Dominique Kivuvu
- Daan Klomp
- Tufan Koca
- Wim Koelen
- Ronald Koeman jr.
- Paul Kok
- Melvin Kolf
- Marko Kolsi
- Anton Könings
- Patrick Koolen
- Raymond Koopman
- Luuk Koopmans
- Rogiér Koordes
- Jarni Koorman
- Marc Koot
- Mike van der Kooy
- Atam Koroglu
- Giovanni Korte
- Leo Koswal
- Frans Kouwenberg
- Dennis van der Kraan
- Lodewijk de Kruif
- Gaby Kuijpers
- Julian Kuijpers

## L
- Delano Ladan
- Toshio Lake
- Xander Lambrix
- Jan Lammers
- Roy Landers
- Pieter Langedijk
- Rob Langenberg
- Rik van de Langenberg
- Gilbert Langenhuyzen
- Caifano Latupeirissa
- Boban Lazić
- Brend Leeflang
- Ad Leemans
- Thijs van Leeuwen
- Kyvon Leidsman
- Yannick Leliendal
- Dennis van Lent
- Björn Lindenbergh
- Patrick Lip
- Ruud van Lith
- Huub Loeffen
- Mart van Lokven
- José Luis López Vazquez
- Jan Lorsé
- Karim Loukili

## M
- Calvin Mac-Intosch
- Stanley MacDonald
- Marko Maletić
- Richonell Margaret
- Jearl Margaritha
- Cosmin Maris
- Dion Markx
- Quenten Martinus
- Alessandro Marzuoli
- Justin Mathieu
- Jason Mathot
- Nico van der Meer
- Danny van den Meiracker
- Haris Memiç
- Emilien Mendy
- Dylan Mertens
- Lars van Meurs
- Leonel Miguel
- Livio Milts
- Patrick Molendijk
- Sanny Monteiro
- Xavier Mous
- Aziz Moutawakil
- Joshua Mukeh
- Jonathan Mulder
- Marijn Mulders
- Richie Musaba
- Bart van Muyen

## N
- Muslu Nalbantoğlu
- Gigli Ndefe
- Tim Nelemans
- Tymen Niekel
- Anders Nielsen
- Lars Nieuwpoort
- Norichio Nieveld
- René Nijhuis
- Matthijs van Nispen
- Patrick N'Koyi
- Orpheo Nok
- Paul Nortan
- Franslyn Nsingi

## O
- Nick Olij
- Chima Onyeike
- Levi Opdam
- Johnatan Opoku
- Ragnar Oratmangoen
- Jan van Orsouw
- Maikel van Orsouw
- Toon van Orsouw
- René van Outvorst
- Joep van den Ouweland
- Sjoerd Overgoor
- Samed Öztoprak

## P
- Arie van der Padt
- Shane Parris
- Ilounga Pata
- Vasilios Pavlidis
- Maxim van Peer
- Fabian Peppinck
- Damien Perquis
- Cas Peters
- Marc Peters
- Tim Peters
- Guyon Philips
- Cees Picavet
- Lorenzo Piqué
- Mitchell Piqué
- Johan Plat
- Melvin Plet
- Thijs van Pol
- Roger Polman
- Gerry Poppe
- Alexander Prent
- Dennis Purperhart
- Aram Pusters

## Q
- Erik Quekel

## R
- Rewien Ramlal
- Joep van de Rande
- Mark Redshaw
- Ferry de Regt
- Amine Rehmi
- Mart Remans
- Rik Renirie
- Géran Rikken
- Niek Ripson
- David Ririhena
- Jonathan Robertson
- Olivier Rommens
- Philippe Rommens
- Jordy Rondeel
- Mitchell van Rooijen
- Mischa Rook
- Ruben Roosken
- Frank van Roosmalen
- Stefan van Roosmalen
- Jurgen Roozendal
- Revy Rosalia
- Raies Roshanali
- Evan Rottier
- Roy de Ruiter

## S
- Lesly de Sa
- Cheick Sako
- Emilio Samsey
- Joshua Sanches
- Roel van de Sande
- Ousmane Sanou
- Ryan Sanusi
- Gerrie Schaap
- Henry Schaefer
- Rik Scheper
- Damiano Schet
- Louis van Schijndel
- Dominique Scholten
- Dirk Schoofs
- Boy Seijkens
- Fabian Shahaj
- Angelo Simone
- Regillio Simons
- Luciano Slagveer
- Marcel van der Sloot
- Joep van der Sluijs
- Dean van der Sluys
- Orlando Smeekes
- Bryan Smeets
- Mathieu De Smet
- Dave Smits
- Werner Smits
- Genaro Snijders
- Oswald Snip
- Stijn van Sommeren
- Aleksandar Stankov
- Antonio Stankov
- Ayrton Statie
- Jeroen van Staveren
- Wim Steenbekkers
- Miroslav Stefanović
- Abel Stensrud
- Erik Stock
- Mitch Stockentree
- Charles Stroek
- Enzo Stroo
- Rick Stuy van den Herik
- Sebastian Sumelka
- Sekou Sylla

## T
- Piet Taks
- Jerry Taihuttu
- Kenny Teijsse
- Kay Tejan
- Luc Terborg
- Mike Thijssen
- Piet Timmermans
- Gieljan Tissingh
- Stefan Toonen
- William Toonen
- Remco Torken
- Ibrahima Touré
- Mohamed Touré
- Vincent Van Trier
- Giovanni Troupée
- Joël Tshibamba
- Fachri Tuasamu
- Jordy Tutuarima

## U
- Markwin van Uden
- Guus Uhlenbeek

## V
- Kevin van Veen
- Marc van der Velden
- Erik van der Ven
- Richard van der Venne
- Maurice Verberne
- Maikel Verkoelen
- Bert Verreijt
- Roy Versluis
- Bastin Verweij
- Kevin de Vet
- Delano Vianello
- Kars Vierwind
- Kevin Vijgen
- Wouter de Vogel
- Brian Vogelzang
- Wilko de Vogt
- Henk Vos
- Jo Vos
- Ron Vos
- Regilio Vrede

## W
- Chris de Wagt
- Rence van der Wal
- Ken Watanabe
- Thijs Waterink
- Robert van der Weert
- Erik Wegh
- Tom van der Werff
- Robert Wijnands
- Edwin de Wijs
- Tijmen Wildeboer
- Kas de Wit
- Peter Wubben

## Z
- Dave Zafarin
- Mark van der Zanden
- Wesley Zandstra
- Renan Zanelli
- Joshua Zimmerman
- Sven Zitman
- Felitciano Zschusschen
- Guillermo Zschüsschen
- Bert Zuurman
- Giovanni Zweers